# Gereb Mihiz
Gereb Mihiz is een Ethiopisch stuwmeer in Hintalo Wajirat, een woreda (regio) van Tigray. De aarden dam werd gebouwd in 1998 door SAERT.

## Eigenschappen van de dam
- Hoogte: 17,5 meter
- Lengte: 403 meter
- Breedte van de overloop: 15 meter

## Capaciteit
- Oorspronkelijke capaciteit: 1300000 m³
- Ruimte voor sedimentopslag: 325000 m³
- Oppervlakte: 30 hectare

In 2002, werd de levensverwachting (de periode tot opvulling met sediment) van het stuwmeer geschat op 21 jaar.

## Irrigatie
- Gepland irrigatiegebied: 80 hectare
- Effectief irrigatiegebied in 2002: 38 hectare

## Omgeving
Het stroomgebied van het reservoir is 17,16 km² groot, met een omtrek van 20,38 km en een lengte van 4910 meter. Het reservoir ondergaat snelle sedimentafzetting.  De gesteenten in het bekken zijn Doleriet van Mekelle en Schiefer van Agula. Een deel van het water gaat verloren door insijpeling; een positief neveneffect hiervan is dat dit bijdraagt tot het grondwaterpeil.